# Hirokane Harima
Harima Hirokane (はりま ひろかね Harima Hirokane, tiếng Trung: 播磨浩謙; sinh ngày 31 tháng 1 năm 1998) là một cầu thủ bóng đá Hồng Kông thi đấu cho câu lạc bộ tại Giải bóng đá ngoại hạng Hồng Kông Kitchee. Anh đá ở vị trí tiền đạo.

## Sự nghiệp câu lạc bộ

### Kitchee
Sinh ra ở Hồng Kông với bố là người Nhật Bản và mẹ là người Hồng Kông, Harima dành thời gian với Eastern và Hong Kong Rangers trước khi gia nhập Kitchee năm 2013. Anh ký bản hợp đồng chuyên nghiệp đầu tiên vào tháng 7 năm 2015, và có tên trong đội hình dự bị ở trận đấu tại Cúp AFC 2015 trước Kuwait SC, nhưng không xuất hiện trong thất bại 6-0 của đội.
Anh phải đợi đến tháng 3 năm 2016 mới có màn ra mắt, trong trận đấu vòng bảng Cúp AFC 2016 trước Balestier Khalsa. Anh vào sân từ ghế dự bị ở phút 64 thay cho Thẩm Quốc Cường và đội bóng thất bại 0–1.
Harima ghi bàn thắng chuyên nghiệp đầu tiên vào tháng 4 năm 2016, bàn thắng duy nhất trong chiến thắng 1–0 trước đội bóng Philippines Kaya, sau khi thay cho Lư Quân Nghi chỉ 3 phút trước đó.
Anh ra mắt giải vô địch cho Kitchee trong chiến thắng 2–0 trước Eastern, một lần nữa lại thay cho Sham Kwok Keung, ở phút 62.

### Dreams
Ngày 8 tháng 7 năm 2017, Harima được cho mượn đến Dreams thi đấu mùa giải 2017-18 cùng với Cheng Chin Leung và Law Tsz Chun.